# Парушка (Кемеровская область)
Парушка — посёлок в Таштагольском районе Кемеровской области. Входит в состав Шерегешского городского поселения.

## История
Основан в XIX веке коренными жителями — шорцами.
Во времена СССР — деревня Усть-Анзасского сельсовета Таштагольского горисполкома.

## География
Расположен на правом берегу реки Мрассу в 55 км к северо-востоку от Таштагола.
Центральная часть населённого пункта расположена на высоте 361 метр над уровнем моря.

## Население
| 2010 |
| ---- |
| 0    |

В 1900 году проживало 125 жителей, в 1968 году — 77 человек.